# 9974 Brody
9974 Brody là một tiểu hành tinh vành đai chính. Nó bay quanh Mặt Trời theo chu kỳ 3.70 năm.
Được phát hiện ngày 19 tháng 7 năm 1993 bởi E. W. Elst, Tên chỉ định của nó là 1993 OG13. It was later renamed "Brody" after Adrien Brody, who portrayed the character Wladyslaw Szpilman in The Pianist.